# ユートピア加賀の郷
ユートピア加賀の郷（ユートピアかがのさと）とは石川県加賀市に1987年（昭和62年）から1999年（平成11年）まで存在した、仏教をテーマとする複合テーマパークである。2022年現在、加賀寺のみ営業を継続している。

## 概要
本施設は、関西を中心に不動産業や食品スーパー、レストラン、ゴルフ練習場などを経営し、41棟のビルを所有していた関西土地建物の社長であり加賀市出身の嶋中利男の投資によって建設され、1987年（昭和62年）4月7日に開業した。建設資金は敷地を含めて90億円と見込んでいたが、工事の拡大と金利負担の増大で総工費は190億円となったため、レストラン加賀は大島商会に、加賀寺は宗教法人豊星寺に売却された。
周辺は観音山と呼ばれているが、この地名は717年この地に観音堂が祀られたことに由来するものであり、本施設も嶋中が「観音霊場再興の宿願を果たす」として建設した。加賀寺のほか、加賀ユートピアランド（遊園地）やパットゴルフ場、嶋中近代美術館・博物館、レストラン加賀などが揃っていた。開業後程なくして温泉が掘削され、1995年（平成7年）7月20日にはレストラン加賀を改装して観音温泉ホテルが開業した。これらの施設の運営には関西土地建物と大島商会（登記簿上の本店所在地は関西土地建物と同じ）、宗教法人豊星寺が一体となって当たっていた。
オープン当初は年間50万人の人出で賑わっていたが、遊園地施設に目新しさがなく年々入場者数は低迷。運営会社であった関西土地建物は食品スーパーの赤字転落に加え、所有不動産の不良債権化などで経営は悪化。その後、1997年8月には創業社長が解任、同年10月には経営するスーパーが閉店するなど追い討ちをかけ、1998年6月19日に破産宣告を受けた。施設の運営はその直前に大島商会に移籍していたため営業は継続したが、ユートピアランドは1999年に閉園し、その他の施設も順次閉鎖されていった。

## 沿革
- 1987年（昭和62年）4月7日 : 開業
- 1988年（昭和63年）2月 : 温泉が掘削される[5]。
- 1988年（昭和63年）4月2日 : 大観音の開眼法要が営まれる。
- 1995年（平成7年）7月20日 : 観音温泉ホテルが開業[6]。
- 1999年（平成11年） : ユートピアランドが閉園。2006年ごろに解体された。
- 2002年（平成14年）頃? : 観音温泉ホテルが閉鎖される。
- 2006年（平成18年）2月 : 宗教法人格及び施設が競売にかけられ大阪市内の会社が取得。加賀寺は三論宗別格本山豊星寺となる。
- 2006年（平成18年） : 僧侶が参拝者への強制わいせつ容疑で逮捕される。
- 2009年（平成21年）9月26日 : 豊星寺は織田無道が住職を名乗り密教禅大本山豊星寺とされ、観音温泉ホテルが豊星の湯としてリニューアルオープンした。しかし、直後の11月には改装費用や従業員への給与の未払いなどが明らかになり[7]再び閉鎖された。その後、2010年までに営業再開[8]。
- 2012年（平成24年）1月 : 施設が閉鎖される[6]。
- 2012年（平成24年）2月中旬 : 前年11月から電気料金約140万円を滞納したため停電し、観音像に設置された航空障害灯が点灯しなくなる。4月になって、所有者である大阪の企業が電気料金を支払う意向であること、管理者が宗教法人豊星寺となりホテル・温泉を当月中に再開する計画であることが報じられた[6]。
- 2016年（平成28年） : 豊星寺をよろこび家族の和が取得し、天空聖陵　加賀の郷となる。
- 時期不明：天空聖陵　加賀の郷の名称が加賀寺に戻る。
- 2022年2月：大観音像一帯の土地と建造物の所有権を、京都市の不動産会社「洛悠Ｍ１」が取得。大観音像の解体、保存の両面から再開発を目指し、特定の事業者に所有権を譲渡する準備を進めているとされる[2]。
- 2023年3月：加賀大観音に9つ設置された航空障害灯が数年にわたって点灯していない事が報じられる[9]。

## 主な施設

### 加賀寺
加賀寺は宗教法人豊星寺が運営する単立寺院で、もともと金沢市泉町にあった豊星寺を移転させたものである。もともとの豊星寺は1940年に二口豊星が開いた高野山真言宗の寺院であり、毎月1日と15日に護摩供養を勤修し、霊験あらたかな地蔵で知られていた。 加賀市に移転した後は「真言宗大本山観音院加賀寺」を名乗り、北陸白寿三十三観音番外霊場とされていた。山号は光明山で、本尊は大日如来である。
ユートピア加賀の郷の閉園後は所有者が度々変わり、宗教法人格も転売されている。2006年に競売にかけられ法人格とともに大阪市内の会社が取得し三論宗別格本山豊星寺とされた。2009年には織田無道が宗教法人の責任役員に就いて自ら「住職」を名乗り密教禅大本山豊星寺とされた。2016年にはよろこび家族の和が取得し、一時期天空聖陵　加賀の郷と称されていたが、2020年の時点で看板等では再び観音院加賀寺の名が使用されている。
本来の参道は山門から観音温泉ホテルの方へ延びていたがホテル閉館後は管理が行き届いておらず、代わりに松が丘団地側に小さな駐車場が用意され階段で直接山門の前に入るようになっている。

#### 伽藍
山門をくぐると正面に大観音像、左手に不動尊堂と本堂、右手に瑠璃光殿と金色堂が建っており、さらに大観音像に向かって右手に梵鐘佛堂と三十三間堂がある。
山門
南向きに建っており、阿形像と吽形像が安置されている。
本殿
本尊大日如来を中尊として、十一面観音、千手観音、阿弥陀如来、不動明王、薬師如来を安置する。加賀寺の根本道場である。
不動尊堂
もともと金沢にあった豊星寺の建物を勧請移築したものである。
七福神堂
八角の堂であり、中心から七福神と吉祥天がそれぞれ八方に向くように安置されている。

#### 加賀大観音
1988年（昭和63年）3月に竣工し4月2日に開眼した、全高73メートルの鉄筋コンクリート製の慈母観世音菩薩大立像である。施工は熊谷組で、建築にあたっては京都の仏師の手になる高さ40センチメートルの像を再現しており、施工に際して60センチメートルごとに輪切りにした110枚の断面図が用いられた。1階は百観音札所巡りができるように各霊場の観音像が、2階は四国霊場巡りができるように各霊場の本尊がそれぞれ安置されている。また、3階から365段の螺旋階段を登って地上56メートルの喉元の位置まで胎内巡りができるようになっている。最上部には恵比寿、大黒天、布袋の像が安置されている。また、螺髪の部分は夜になると赤く点灯するようになっている。周囲に高い建物がなく離れた場所からも目立つためシンボルとなっているが、一方で年間十数回も落雷の被害に遭っている。2003年ごろからは電気設備が故障したため外部に発電機を設置して給電していた。2015年ごろからは電気工事のためとして胎内巡りはできなくなっていたが、2017年ごろから1階の百観音札所巡りのみ可能となっている。
加賀三十三間堂
1988年（平成元年）10月1日に落慶した。三十三間堂とは呼ぶものの京都の三十三間堂とは異なり柱間が三十三間ある構造ではない。堂内東側には像高8メートルの中尊千手観音立像を中心に、1188体の像高1.6メートルの千手観音立像が25段94列にわたり安置されている。また堂内西側には釈迦八相（釈迦の一生）や、仏教伝播の様子をあらわしたとするシルクロードのジオラマと、その上に全長40メートルのスクリーンが展開され、シンセサイザーによる音楽と合わせて観音浄土を現している。
梵鐘佛堂
堂内に安置されている大梵鐘は、直径5メートル、全高10メートル、重量350余トンの合金製金箔張りの「世界一大きな」ものであり、表面には龍、天人、十二支などが彫られ、8体の羅刹天がこれを担いでいる。正面壇上には真言宗金剛界曼荼羅の五智如来（大日如来、阿閦如来、宝生如来、阿弥陀如来、不空成就如来）が安置されている。
十二支堂
七福神堂と同様に十二支の各像が安置されている。
金色堂
全高21メートル、天井の高さは10メートル、延べ床面積が641平方メートルで八角形の建物である。中心に半球状の石積み基壇を設けて像高4メートル余りの十一面観世音菩薩を安置し、その足元に八百体の五百羅漢を配している。2021年時点では屋根瓦が落ちるなどしており、「工事中に付き」として入館できなくなっている。
瑠璃光殿
延べ床面積が676平方メートルの八角形の仏殿で、屋根には法輪塔が立っている。堂内は人工池が設けられた上に全高17メートルの金色の五重塔が立っており、3層ある回廊から五重塔を眺められる。回廊内には五重塔を囲むように仏像が安置されている。
白寿観音
山門近くに安置されていたが、腐食により転倒して現存しない。

### ユートピアランド
遊園地である。1999年に閉園し、2006年に解体された。以下の遊具が設置されていた（金額は閉園時の料金）。
- プール（夏季営業）
  - ウォータースライダー
  - 流水プール
  - 25mプール
  - 子供・幼児プール
- スカイフリッパー（ローラーコースター、400円）
- バッテリーカー（100円）
- ファンタジックスター（観覧車、300円）
- ゴーストハウス（お化け屋敷、200円）
- ツインドラゴン（大型ブランコ、300円）
- フォーミュラ１（200円）
- ツイスター（300円）
- ミニトレイン（200円）
- スーパージェットスター（レッドバロン、200円）
- サイクルライダー（300円）

上記のほか本芝18ホールのパットゴルフもあった。

### 観音温泉ホテル
レストハウス「レストラン加賀」として使用されていた建物を改装し、北側に600坪の浴場（大ジャングル風呂）を増設して、1995年7月20日に開業した。開業に当たっては20億円の投資となった。客室、宴会施設、売店が入る南側の本館と、美術館、浴場施設が入る北側の別館からなり、客室数は97（内訳は和室61、ツイン14、和洋室2、特別室2）で、収容人員は400人規模である。温泉の泉質はナトリウム･カルシウム塩化物温泉である。2002年ごろに一度閉鎖された。
その後営業を再開し、2009年1月には「失業者支援仮住居提供」を開始した。観音温泉ホテル・温泉等の清掃を手伝うことを条件に住居・食事・温泉を無償提供するものだった。またこの頃からリニューアル計画が始動し、同年9月に豊星の湯としてリニューアルオープンしたが、直後に改装費用や従業員への給与の未払いが明らかになった。その後も営業を続けたが、電気料金の滞納が続き2012年1月に閉鎖された。

#### 嶋中近代美術館・博物館
観音温泉ホテルの別館2階にあった美術館である。西洋画、日本画、中国陶器など、嶋中が蒐集に20年かけたという社有のコレクションを展示していた。